# Eomatsucoccus andrewi
Eomatsucoccus andrewi är en insektsart som beskrevs av Koteja 1999. Eomatsucoccus andrewi ingår i släktet Eomatsucoccus och familjen pärlsköldlöss. Inga underarter finns listade i Catalogue of Life.